# Полани, Наоми
Наоми Полани (ивр. נעמי פולני‎; 1927, Тель-Авив, подмандатная Палестина — 15 апреля 2024) — израильская актриса, певица и автор песен, радиоведущая, режиссёр и музыкальный педагог. Создательница ряда военных ансамблей и гражданских эстрадных коллективов, включая ансамбль «Пальмаха» «Чизбатрон» и группу «Ха-Тарнеголим», получила прозвище «мать военных ансамблей». Лауреат Государственной премии Израиля в области исполнительских искусств (2019).

## Биография
Родилась в 1927 году в Тель-Авиве в семье Иехиэля и Ады Полани (урождённой Хисин). В семье были сильны сионистские настроения: дед Наоми со стороны матери, доктор Хаим Хисин, был членом организации «Билу» и одним из основателей Тель-Авива. С шести лет начала учиться игре на фортепиано у Ривки Шерток-Хоз (сестры будущего премьер-министра Израиля Моше Шарета). В годы учёбы в гимназии «Герцлия» участвовала в работе школьного театра, своими силами ставившего оперные спектакли.

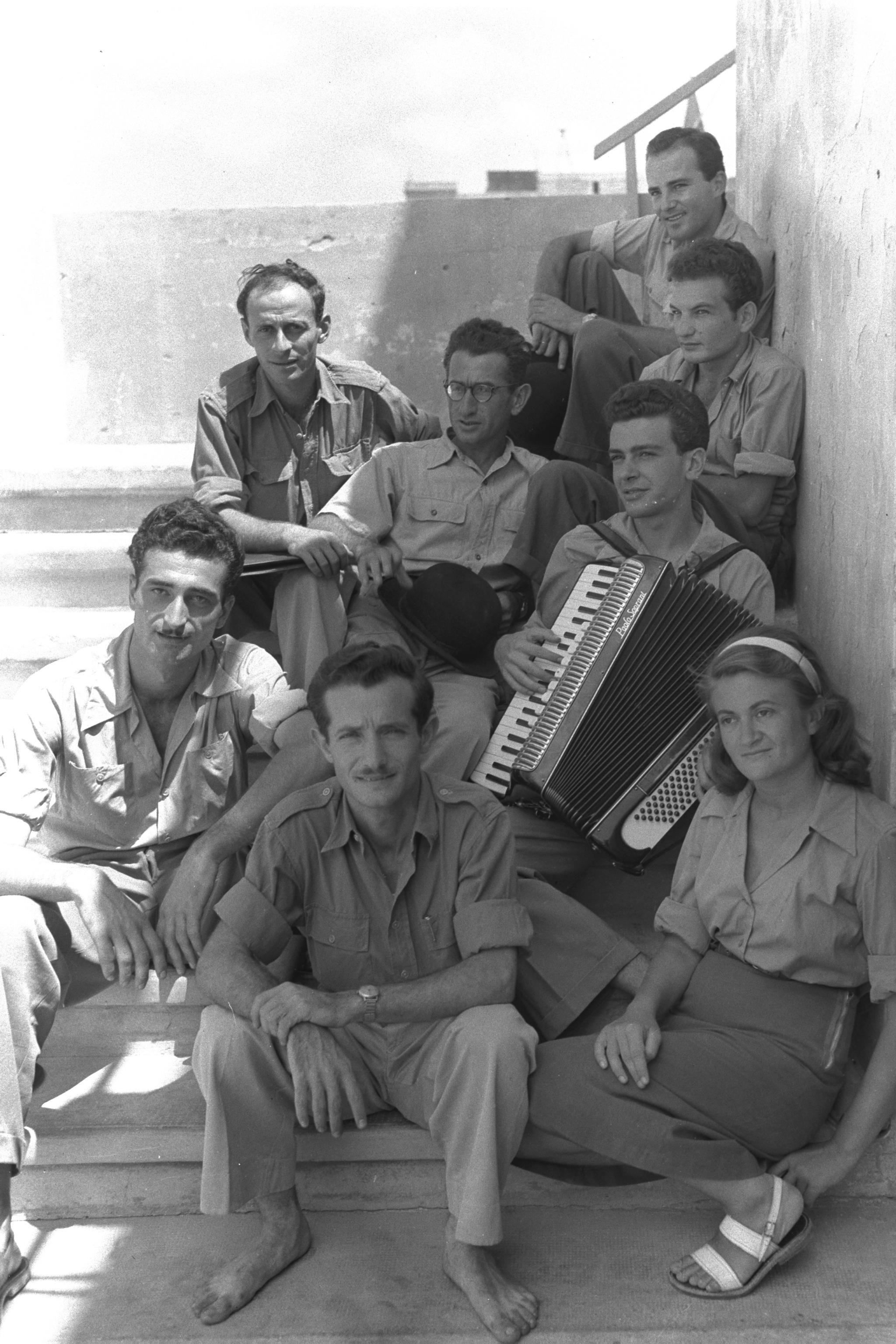
Наоми Полани (справа в первом ряду) с другими членами «Чизбатрона», 1949 год

В годы учёбы активно участвовала в молодёжных движениях и в 1945 году вступила в ряды «Пальмаха», проходила подготовку в кибуце Афиким, после начала в 1947 году межэтнической войны в Палестине была призвана из резерва на действительную службу. Участвовала в сопровождении конвоев, направлявшихся в Иерусалим и на юг страны. В 1948 году вместе с Хаимом Хефером и Шайке Офиром создала театрально-музыкальный ансамбль «Пальмаха» «Чизбатрон», выступавший перед фронтовыми частями. «Чизбатрон» стал наиболее успешным военным ансамблем Израиля своего времени. Полани не только играла и пела вместе с другими членами коллектива, но и сочинила для него одну из немногих в своей творческой карьере песен — «Ках эт либи» (с ивр. — «Возьми моё сердце»).
После увольнения с военной службы в 1950—1953 годах играла в театре «Камери», окончила школу актёрского мастерства при этом театре. В 1954—1956 годах участница танцевального квартета Ноа Эшколь (программа «танцевальный „Камери“»). Продолжала работать с военными ансамблями, включая ансамбль Северного военного округа, ансамбль бронетанковых войск и ансамбль войск «Нахаль», в которых в это время начали карьеру некоторые из известных в будущем израильских исполнителей, включая Арика Айнштейна. В 1958—1961 годах выступала в этих ансамблях в качестве режиссёра, привлекая к постановке выступлений таких друзей, как Йоси Банай и Ури Зоар. В этот период Полани получила прозвище «мать военных ансамблей».
В 1960 году привлекла ряд бывших участников военных ансамблей к созданию гражданской группы «Ха-Тарнеголим» (с ивр. — «Петухи»). В состав группы среди прочих входили «выпускники» ансамбля «Нахаль» Йорам Гаон и Исраэль Поляков (Поли), а в качестве автора привлекался набиравший популярность Саша Аргов. В репертуар «Тарнеголим», ставших одним из самых популярных коллективов в Израиле того периода, входили как энергичные, маршеобразные песни в стиле военных ансамблей, так и более лиричные композиции. После того как из первого состава группы ушли такие звёзды, как Гаон и Ханан Гольдблат, Полани нашла для неё новых исполнителей, среди которых были Гаври Банай, Ализа Розен, Двора Дотан и Лиор Йени. Йени, бывший на девять лет моложе руководительницы ансамбля, в 1963 году стал её мужем. Брак продолжался девять лет, и в нём Полани родила двух детей. После распада «Тарнеголим» она создала новую группу «Хамцицим», в которую вошли Йени, Розен, Дотан и Цвика Герталь, но этот коллектив успеха у публики не добился.
В 1965 году детский театр «Пашош» поставил пьесу Полани «Дворец» (ивр. הטיירה‎), составленную из текстов детских книг на иврите. В середине 1970-х годов она поставила две новых музыкальных программы, составленных из песен «прекрасной Земли Израильской» — из репертуара еврейских молодёжных движений и из репертуара учителей пения. Эти постановки возродили в Израиле интерес к песням еврейского ишува.
В 1977 году из-за финансовых трудностей переехала в мошаву Кинерет, где прожила до конца жизни. В 1982—1987 году преподавала музыку в начальной школе в соседней Дгании-Алеф. С 1980-х годов также участвовала как исполнительница и ведущая в музыкальных программах на израильском радио.
В 1998 году организовала возрождение ансамбля «Тарнеголим», в новый состав которого вошли дети некоторых исполнителей группы 1960-х годов, в том числе сын Гиля Алдемы Ярон и сын самой Полани Йотам Йени. 1995 годов вела мастер-классы театрального искусства на Арадском фестивале. В 2006 и 2009 годах снималась в фильме «С кем бы побегать» по одноимённому роману Давида Гроссмана и в экранизации пьесы Ибсена «Маленький Эйольф». В 2017 году, в возрасте 90 лет, выпустила сингл «Ках эт либи».
В 2007 году удостоена премии АКУМ за заслуги перед жанром, в 2018 году — премии президента Израиля (Реувен Ривлин), а в 2019 году — Государственной премии Израиля в области исполнительских искусств. Скончалась в апреле 2024 года, похоронена на кладбище «Кинерет» рядом с мошавой, где прожила последние десятилетия жизни.